# Oribatula longilamellata
Oribatula longilamellata är en kvalsterart som beskrevs av Schweizer 1956. Oribatula longilamellata ingår i släktet Oribatula och familjen Oribatulidae. Inga underarter finns listade i Catalogue of Life.